# Campeonato Mundial de Tiro al Plato de 1936
El V Campeonato Mundial de Tiro al Plato se celebró en Berlín (Alemania) en el año 1936 bajo la organización de la Federación Internacional de Tiro Deportivo (ISSF) y la Federación Alemana de Tiro Deportivo.

## Resultados

### Masculino
| Evento         | Oro                                  | Plata                             | Bronce                         |
| -------------- | ------------------------------------ | --------------------------------- | ------------------------------ |
| Foso           | Józef Kiszkurno · Polonia · 273 pts. | Gyula Halasy · Hungría · 272 pts. | Kurt Schöbel Alemania 270 pts. |
| Foso (equipos) | Hungría ·                            | Alemania                          | Reino Unido                    |

## Medallero
| Núm. | País        | Oro | Plata | Bronce | Total |
| ---- | ----------- | --- | ----- | ------ | ----- |
| 1    | Hungría     | 1   | 1     | 0      | 2     |
| 2    | Polonia     | 1   | 0     | 0      | 1     |
| 3    | Alemania    | 0   | 1     | 1      | 2     |
| 4    | Reino Unido | 0   | 0     | 1      | 1     |
|      | TOTAL       | 2   | 2     | 2      | 6     |